# Lars Leander Lundh
Lars Leander Lundh, född den 15 mars 1879 i Färila socken, död den 19 oktober 1935 i Storvik i Ovansjö socken, var en svensk författare och posttjänsteman. Signatur: Bo Viking.

## Biografi
Som mycket ung deltog Lundh i skogsarbete och flottningsarbete. Han blev sedan förste postiljon och därtill kommunalman samt volontär vid Västernorrlands regemente. 
Sitt författarskap ägnade Lundh åt hembygden och främst den egna socknen Färila och han bidrog med artiklar i lokalpressen. Dessa samlades även och gavs ut i bokform. 